# 제78회 영국 아카데미 영화상
제78회 영국 아카데미 영화상(78th British Academy Film Awards, BAFTA)은 2025년 2월 16일에 열린 시상식으로, 2024년 영국 극장에서 상영된 모든 국적의 영화를 기렸다.
BAFTA 후보작은 2025년 1월 3일에 공개되었다. 영국 국민이 투표하는 유일한 부문인 라이징 스타 후보작은 2025년 1월 7일에 공개되었고, 다른 모든 부문의 최종 후보작은 2025년 1월 15일에 이전 BAFTA 수상자인 미아 매케나브루스와 윌 샤프(Will Sharpe)가 발표했다.
스페인어로 제작된 프랑스 뮤지컬 범죄 영화 에밀리아 페레즈가 후보작 15개에 올랐고,《콘클라베》가 14개로 그 뒤를 이었다. 콘클라베가 12개로 가장 많은 후보작에 올랐고, 에밀리아 페레즈가 11개, 브루탈리스트가 9개로 그 뒤를 이었다. 결국 브루탈리스트와 콘클라베가 각각 4개씩 수상하여 가장 많은 상을 수상했다.